# Marvin Márquez
Marvin Roberto „Choma” Márquez Joya (ur. 12 marca 1998 w San Salvador) – salwadorski piłkarz występujący na pozycji skrzydłowego, reprezentant Salwadoru, od 2022 roku zawodnik FAS.